# Strunjan
Strunjan (, italijansko Strugnano) je razloženo obmorsko naselje v Slovenski Istri, med Izolo in Piranom, s skoraj 700 prebivalci.
Naselje se nahaja na območju avtohtone italijanske narodne skupnosti, zato je poleg slovenščine uradni jezik tudi italijanščina.

## Geografija
Naselje leži ob Strunjanskem zalivu in v istoimenski dolini ob potoku Roje in ob njegovih pritokih, tudi na prisojnih pobočjih griča Ronek (116 m n. v.), ki se na severu strmo spušča proti zalivu sv. Križa in se konča z visokim flišnim klifom. Na koncu Strunjanskega zaliva so v območju Krajinskega parka Strunjan najmanjše in najsevernejše soline na Jadranu, še delujoče Strunjanske soline.

## Zgodovina
Fašistični skvadristi so 19. marca 1921 v Strunjanu med vožnjo Porečanke proti Trstu z vlaka streljali na otroke (tako slovenske, kot italjanske) in jih sedem zadeli. Pod streli sta dva otroka umrla, pet jih je bilo ranjenih, med njimi dva tako hudo, da sta vse življenje ostala invalidna.

## Opis naselja
Strunjan je turistično manj razvit od bližnjega Portoroža, čeprav so tudi tu hoteli, namenjeni tistim, ki si želijo mirnejšega oddiha. Prebivalci se še ukvarjajo s pridelovanjem zgodnjih vrtnin, sadjarstvom in vinogradništvom ter oljkarstvom.
Naselje sestavljajo zaselki Karbonar-Carbonaro, Marčane-Marzanedo, Pretski Grič-Punta Nambole, Ronek-Ronco in Sv. Duh-Santo Spirito.

### Šolstvo
V kraju sta slovenska podružnična osnovna šola in šola za otroke s posebnimi potrebami, ki nosi ime Elvire Vatovec.

## Znamenitosti
- cerkev Svete Marije od Prikazanja

V delu naselja, pod vrhom griča Ronek, stojita nekoč božjepotna, danes pa župnijska cerkev in ob njej nekdanji benediktinski samostan.

## Krajinski park Strunjan
Del območja z naseljem je zaščiten kot Krajinski park.
- Laguna Stjuža
- Drevored pinij
- Strunjanske soline

## Praznik kakija
Kaki (znanstveno ime Diospyros kaki) so iz Azije, iz Kitajske in Japonske prinesli pomorščaki v Evropo okoli leta 1870, v Istro pa v prvih desetletjih 20. stoletja. 
V strunjanski dolini je skoraj tretjina vseh slovenskih nasadov kakija, da je pridelek obilen in kakovosten pa gre zasluga zlasti blagi klimi in rodovitnim tlom. Idejo za organizacijo  praznika kakijev v Strunjanu sta že pred leti dala predsednik in član lokalnega Turističnega društva Solinar, oba pridelovalca kakijev, ker sta želela tudi širši javnosti predstaviti to dotedaj dokaj neznano sadje in možnosti njegove uporabe v kulinariki. Prireditev poteka vsako leto v mesecu novembru, pri njej poleg aktivnih članov turističnega društva sodelujeta še kmetijsko svetovalna služba iz Kopra in Talaso Strunjan. Poleg praznika kakijev v Strunjanu praznujejo tudi praznik artičok.

## Promet
V naselju se od magistralne ceste G2-111 (Izola-Sečovlje) odcepi lokalna cesta, speljana mimo Pacuga preko Belega Križa v Portorož in Piran.
Med letoma 1902 in 1935 je v bližini naselja potekala Porečanka, ozkotirna železniška proga, ki je povezovala Trst s Porečem.
- Strunjanske soline
- Župnijska cerkev Marijinega prikazanja
- Oznaka Krajinskega parka Strunjan
- Praznik kakija leta 2005
- Stjuža - laguna Chiusa
- Pinijev drevored v Strunjanu